# 가브란 막 도망가르트
가브란 막 도망가르트(고대 아일랜드어: Gabrán mac Domangairt, 고대 웨일스어: Gawran map Dinwarch 가우란 맙 디놔르흐)은 6세기 중반 달 리어타와 울라의 왕이었다. 고망가르트 레티의 아들이며 아단 막 가브란의 아버지다.
가브란 왕의 실재성에 대한 역사적 증거는 게일어 및 웨일스어 편년사서들에 기록된 그의 부고 기사밖에 없다. 그 사망시기는 528년 또는 559년으로 기록되어 있다. 가브란의 죽음이 픽트인의 왕 브리데 1세 막 말콘의 팽창 때문이라는 설도 있지만, 일단은 그 시기가 일치한다는 정도의 정황증거밖에 없다.

## 같이 보기
- 알바 왕국의 기원